# James Francis McIntyre
James Francis Aloysius McIntyre (25 tháng 6 năm 1886 – 16 tháng 7 năm 1979) là một hồng y người Mỹ của Giáo hội Công giáo Rôma. Ông từng giữ chức Tổng giám mục Tổng giáo phận Los Angeles từ năm 1948 đến năm 1970. Khẩu hiệu giám mục của ông là "Miserere Mei Deus" (có nghĩa là "Lạy Chúa, xin thương xót con").

## Thân thế
James McIntyre sinh ngày 25 tháng 6 năm 1886 tại Thành phố New York, là con của James Francis McIntyre và Mary Pelley. Cha là người gốc Thành phố New York và một cảnh sát cưỡi ngựa, mẹ quê ở Kiltormer, Quận Galway, Ireland. McIntyre theo học tại Trường Công Số 70 do không còn chỗ ở trường Công giáo địa phương.
Cha ông bị tàn tật sau khi ngã ngựa ở Công viên Trung tâm và bị thương nặng; mẹ ông sau đó mở một doanh nghiệp may mặc để hỗ trợ gia đình. Sau khi bà qua đời năm 1896, McIntyre và cha được đưa đến nhà của một người thân gần đó. Ông không học trung học mà trở thành một cậu bé làm việc vặt trong thị trường tài chính ở lề đường Broad Street và Exchange Place. Ông theo học trường đêm tại Đại học Columbia và Trường đại học City.
Năm 16 tuổi, McIntyre làm việc cho công ty môi giới H.L. Horton & Co tại Sở giao dịch chứng khoán New York. Ông đã được đề nghị làm một cổ đông nhỏ tại Horton vào năm 1914 nhưng đã từ chối vì muốn nhậm Chức Thánh. Sau đó, ông theo học tại Trường đại học Cathedral một năm trước khi vào Chủng viện Thánh Giuse ở Yonkers, ỏ đây ông làm bạn với Patrick O'Boyle, sau này cũng là một hồng y.

## Linh mục
McIntyre được Tổng giám mục Patrick Hayes truyền chức linh mục vào ngày 21 tháng 5 năm 1921. Sau đó, ông làm linh mục phó xứ của Nhà thờ Thánh Gabriel ở Lower East Side cho đến năm 1923, khi ông trở thành phó chưởng ấn cho Tổng giáo phận New York. Ông được thăng chưởng ấn vào năm 1934 và được phong Tuyên úy của Giáo hoàng Piô XI vào ngày 27 tháng 12 cùng năm. Giáo hoàng bổ nhiệm ông làm Giáo sĩ Danh dự ngày 12 tháng 11 năm 1936.
Tiếp nối việc bổ nhiệm Francis Spellman làm Tổng giám mục New York vào năm 1939, McIntyre được bổ nhiệm vào hội đồng tư vấn của tổng giáo phận. Năm 1939, ông thành lập Columbiettes, hội các thành viên phụ nữ của Hiệp sĩ Columbus.

## Giám mục

### New York
Ngày 16 tháng 11 năm 1940, McIntyre được Giáo hoàng Piô XII bổ nhiệm làm Giám mục phụ tá New York và Giám mục hiệu tòa Cyrene. Ngày 8 tháng 1 năm 1941, ông được tấn phong giám mục tại Nhà thờ chính tòa Thánh Patriciô do Tổng giám mục Spellman chủ phong cùng hai vị Stephen Donahue và John O'Hara phụ phong. Ông trở thành tổng đại diện của Tổng giáo phận vào ngày 27 tháng 1 năm 1945 và nhận được Thánh giá lớn của Dòng Mộ Thánh vào tháng 5 năm 1946. Ông từng nói rằng tình trạng bài Do Thái ở New York là "một phong trào có chủ đích...mục đích có chủ ý của việc bao vây dân số Công giáo thiểu số".
Ngày 20 tháng 7 năm 1946, McIntyre được bổ nhiệm làm Tổng giám mục phó New York và Tổng giám mục hiệu tòa Paltus. Mặc dù chưa bao giờ kế nhiệm Spellman ở vai trò tổng giám mục, ông đã hỗ trợ cai quản tổng giáo phận trong khi Spellman bận rộn với cương vị Đại diện Tông Tòa Nghĩa vụ Quân sự. Spellman đã từng nói: "Tôi chưa bao giờ thực hiện bất kỳ quyết định quan trọng nào mà không hỏi ý kiến [McIntyre]. Tôi chưa bao giờ làm gì trái với lời khuyên của ông." Năm 1947, McIntyre đã lên tiếng chống lại luật pháp, sợ rằng nó sẽ "cho phép sự xâm lấn thêm vào chức năng giáo dục của phụ huynh".

### Los Angeles
Ngày 7 tháng 2 năm 1948, McIntyre được bổ nhiệm làm tổng giám mục thứ hai của Tổng giáo phận Los Angeles, California, kế nhiệm cố Tổng giám mục Tiên khởi John J. Cantwell. Ông chính thức nhận tòa tại Nhà thờ chính tòa Thánh Vibiana vào ngày 19 tháng 3. Sau bốn năm ông làm tổng giám mục, 26 giáo xứ, 64 trường dòng và 18 trường trung học đã được thành lập. Có một thời gian trong nhiệm kỳ của mình, cứ 66 ngày ông lại giám sát việc xây dựng một nhà thờ mới và cứ 26 ngày ông lại giám sát việc xây dựng một trường học mới để theo kịp sự bùng nổ dân số sau Chiến tranh thế giới thứ hai. Là tổng giám mục, ông đã lãnh đạo thành công nỗ lực bãi bỏ thuế nhà nước đối với các trường Công giáo.
Giáo hoàng Piô XII vinh thăng ông tước vị Hồng y đẳng Linh mục Nhà thờ Santa Anastasia trong công nghị ngày 12 tháng 1 năm 1953. McIntyre là hồng y đầu tiên đến từ miền Tây Hoa Kỳ. Tại buổi lễ, khi đèn flash của thợ chụp ảnh chính thức không hoạt động khi mũ hồng y được trao, giáo hoàng và McIntyre đã phải cử hành lại nghi thức. McIntyre cũng là một trong những hồng y cử tri đã tham dự Mật nghi Hồng y năm 1958 và 1963.
Ông đã cử các linh mục của mình đến những cuộc họp của tổ chức chống cộng Hiệp hội John Birch để giáo dục họ về chủ nghĩa cộng sản và đề nghị họ đăng ký vào American Opinion và các ấn phẩm khác của Birch trên tờ báo giáo phận của ông. Ông bày tỏ sự thận trọng đối với "một xu hướng lỏng lẻo rõ ràng" trong đạo đức điện ảnh và là một trong những giám mục người Mỹ phản đối việc sửa đổi phụng vụ của Công đồng Vaticanô II, trong đó ông tham gia từ năm 1962 đến 1965.
Hồng y McIntyre chống lại các phần tử trong nhà thờ không đồng ý với giáo điều của Giáo hội. Ông đã đình chỉ Cha William DuBay, người đã kêu gọi thay McIntyre vào năm 1964 vì không đủ ủng hộ phong trào quyền công dân sau khi DuBay ủng hộ một công đoàn cho các linh mục Công giáo và xuất bản một cuốn sách phê bình phẩm trật của Giáo hội Công giáo. Khi Giám mục James P. Shannon bày tỏ quan điểm chỉ trích phân trật của Giáo hội trong một bộ phim tài liệu NBC vào cuối thập niên 1960, McIntyre đã mô tả quan điểm của Shannon là gây nên "sự phân ly mới".
Ông đã có một cuộc tranh cãi với các Dòng Trái tim Vô nhiễm Đức Mẹ. Ông không được dạy ở dòng này trong tổng giáo phận vào năm 1967 sau khi họ bắt đầu thúc đẩy chủ nghĩa tự do, từ bỏ kỷ luật truyền thống của dòng tu như việc mặc áo dòng và cầu nguyện hàng ngày bắt buộc. Sau khi cuộc bàn cãi được kháng cáo lên Tòa Thánh, các nữ tu phải khôi phục lại những thực hành trước đây hoặc xin được phá lời thề hứa của họ; 315 trong số 380 thành viên đã chọn cách phá lời thề và thành lập một tổ chức phi giáo hội.

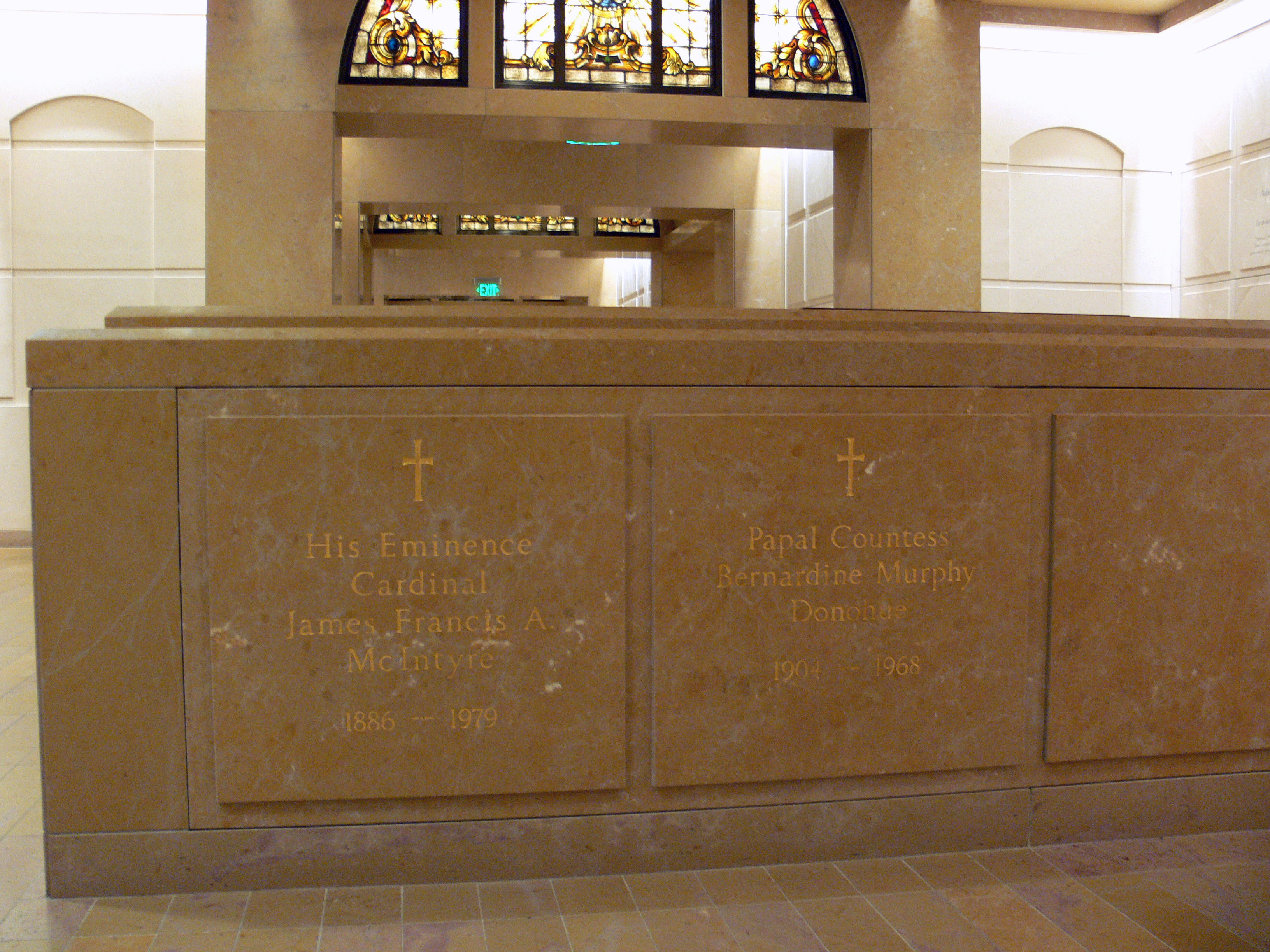
Mộ của James McIntyre tại Nhà thờ chính tòa Đức Mẹ các Thánh Thiên Thần, Los Angeles.

Theo tờ The New York Times, vào cuối nhiệm kỳ của mình, McIntyre là đối tượng phản kháng của người da đen, người gốc Tây Ban Nha và chính giáo sĩ của mình. John Cooney viết rằng ông đã che giấu việc kỳ thị chủng tộc và được các linh mục trong tổng giáo phận gặp riêng để yêu cầu ông không dùng từ miệt thị chủng tộc. Ông về hưu sau hai mươi mốt năm làm tổng giám mục vào ngày 21 tháng 1 năm 1970 và sau đó làm linh mục chính xứ tại Nhà thờ Thánh Basiliô ở Trung tâm Los Angeles, ở đây ông cử hành Thánh lễ Trentô trên bàn thờ phụ của nhà thờ.
McIntyre qua đời tại Trung tâm y tế Thánh Vinh Sơn ở Los Angeles vào ngày 16 tháng 7 năm 1979, thọ 93 tuổi. Năm 2003, hài cốt của ông được chuyển đến hầm mộ của Nhà thờ chính tòa Đức Mẹ các Thánh Thiên Thần.

## Tông truyền
Hồng y Tổng giám mục James Francis McIntyre được tấn phong giám mục năm 1941, dưới thời Giáo hoàng Piô XII, bởi:
- Giám mục chủ phong: Tổng giám mục Tổng giáo phận New York Francis Spellman
- Hai giám mục phụ phong: Giám mục phụ tá Tổng giáo phận New York Stephen Joseph Donahue và Giám mục phụ tá Tổng giáo phận Nghĩa vụ Quân sự John Francis O'Hara

Hồng y Tổng giám mục James Francis McIntyre là chủ phong nghi thức truyền chức cho các giám mục:
- Năm 1953, Walter Philip Kellenberg và Edward Vincent Dargin, cả hai đều là Giám mục phụ tá Tổng giáo phận New York
- Năm 1956, Alden John Bell, Giám mục phụ tá Tổng giáo phận Los Angeles
- Năm 1963, John James Ward, Giám mục phụ tá Tổng giáo phận Los Angeles